# سایکلاپس (فیلم)
«سایکلاپس» (انگلیسی: The Cyclops (film)) فیلمی در ژانر علمی–تخیلی به کارگردانی آلبرت آی گوردون است که در سال ۱۹۵۷ منتشر شد. از بازیگران آن می‌توان به جیمز کریگ اشاره کرد.